# Gayo jezik
Gayo jezik (Gajo; ISO 639-3: gay), jezik naroda Gayo ili Urang Gayo u planinskom području sjeverne Sumatre, Indonezija. Govori se u Acehu u planinskom području oko Takengona (Takèngën), Gentenga i Lokona. Ima nekoliko dijalekata: dorot, bobasan, serbodjadi i tampur.
Gayo se različito klasificira, ponekad kao poseban jezik unutar porodice malajsko-polinezijskih jezika, ili u sunda-celebesku podskupinu. 180 000 govornika (1989).

## Vanjske poveznice
- Ethnologue (14th)
- Ethnologue (15th)